# Francisco de Soto y Salazar
Francisco de Soto y Salazar (Bonilla de la Sierra, ? – Llerena, 29 de enero de 1578) fue un eclesiástico e inquisidor español, obispo de Segorbe-Albarracín y de Salamanca, y comisario general de Cruzada.

## Biografía
De origen humilde, hijo de Diego de Soto, natural de Madrigal, y de María de Salazar, natural de Piedrahíta. Al morir su padre, su madre le envía a servir a Salamanca. Hacia 1542 entró como capellán al colegio de San Bartolomé de dicha ciudad. Estando en él le dan la capellanía de la villa del Barco de Ávila. Tras terminar sus estudios, el obispo Diego de Álava le llevó de provisor a las diócesis de Astorga y Ávila, de las que fue canónigo, y a Córdoba. Tras volver a Ávila, el arzobispo Fernando de Valdés y Salas le dio plazas de inquisidor en Córdoba, Sevilla y Toledo, y posteriormente del consejo de la Suprema. En 1571 es nombrado obispo de Segorbe-Albarracín, de donde sería el último de estas dos diócesis juntas. En 1572, el rey Felipe II le nombró comisario general de Cruzada. En 1576 fue promovido a obispo de Salamanca. Su experiencia como inquisidor le sirve para que el rey Felipe II confíe en él para presidir el tribunal de la Inquisición de Llerena de 1576 contra los alumbrados, cuyo principal líder era el clérigo Hernando Álvarez. El obispo Soto investigó y averiguó los hechos que allí habían ocurrido hasta morir en enero de 1578. Dicha muerte se produjo en extrañas circunstancias, ya que se sospecha que muró envenenado por el médico que le trataba. Fue enterrado en el convento de Santo Tomás, en Ávila.